# Feyenoord
Feyenoord Rotterdam es una entidad deportiva neerlandesa con sede en la ciudad de Róterdam. Fue fundado el 19 de julio de 1908 en el pub «de Vereeniging» bajo el nombre de Wilhelmina. El fútbol es su disciplina más destacada, aunque también cuenta con secciones de baloncesto, hockey, balonmano, voleibol y fútbol sala. Su primer equipo de fútbol masculino compite en la Primera División de los Países Bajos, la Eredivisie, de manera ininterrumpida desde su temporada inaugural. El club juega de local en el Stadion Feijenoord con una capacidad para 51 177 espectadores. Su camiseta tiene la mitad izquierda blanca y la otra roja, y su pantalón es negro.
Es el club más popular de los Países Bajos y el tercero en cuanto a títulos obtenidos tras el AFC Ajax y el PSV Eindhoven, además de ser el primer club neerlandés en conquistar la Copa Intercontinental, la Copa de Europa y la Copa de la UEFA. Es uno de los cuatro equipos neerlandeses que nunca descendieron, aunque el único si se tienen en cuenta los torneos regionales desde 1898. El club fue uno de los fundadores de la Eredivisie en 1956, de la que nunca descendió, y uno de los equipos que impulsaron el profesionalismo en el país.
En su palmarés, el Feyenoord cuenta con dieciséis títulos de la Eredivisie, catorce Copas de los Países Bajos, cuatro Supercopas de los Países Bajos, una Copa de Europa y dos Copas de la UEFA. Gracias a la conquista de la Copa Intercontinental en 1970, es uno de los dos únicos equipos neerlandeses en consagrarse campeones del mundo, por lo que forma parte de los únicos 31 equipos en todo el orbe terrestre que oficialmente han conquistado el título de campeón mundial de clubes, entre más de 300 000 clubes reconocidos por FIFA.
El punto más alto de su historia llegó a principios de la década de 1970, cuando se consagró campeón de la Copa de Europa y la Copa Intercontinental. A pesar de no pasar por un buen momento, el Feyenoord fue el último equipo neerlandés en conseguir un torneo oficial europeo, al consagrarse campeón de la Copa de la UEFA 2001-02 en su estadio. Su última liga la obtuvo en 2023.
Posee una rivalidad histórica con el Ajax de Ámsterdam, con quien disputa el De Klassieker (el Clásico), y con el Sparta Rotterdam, principal equipo con el que comparte la ciudad. También se viven con mucha emoción los partidos disputados con el PSV Eindhoven, enfrentamiento conocido como De Kraker (el Duelo).

## Historia
El club de fútbol Feyenoord Rotterdam fue fundado con el nombre de Wilhelmina en el pub «de Vereeniging» el 19 de julio de 1908 por los jóvenes Kees van Baaren, Gerard van Leerdam, Henk Mulder y Nico Struijs. El club tomó su nombre de la iglesia Wilhelmina, frente a la cual se encontraba ubicado el parque en el que los fundadores practicaban deporte. Jugaron sus primeros partidos con un uniforme conformado por camisetas rojas con mangas azules y pantalones cortos blancos. Entre 1908 y 1912, el club sufrió una serie de cambios de nombre y colores de equipo: era Hillesluise Football Club en 1909 y luego RVV Celeritas. Al obtener la promoción de la Asociación Nacional de Fútbol el 15 de julio de 1912, el club cambió su nombre a Rotterdamsche Voetbal Vereeniging Feijenoord, tomando el nombre tradicional del barrio en el que se fundó el equipo (conservó dicha ortografía hasta 1971), y cambió a su vez de uniforme, que eran camisetas rojas y blancas, pantalones cortos negros y calcetines negros, que todavía usan al día de hoy. En 1918, Feijenoord se promovió al más alto nivel del fútbol neerlandés y traslado su sede al campo Kromme Zandweg.
Consiguió su primer título en 1924 y después otras cuatro veces más antes del cambio del formato de la Eredivisie al actual. Sus grandes éxitos comenzaron en los años 60 cuando, de la mano del entrenador Georges Sobotka, obtuvo su primera Eredivisie y, por ende, participó en su primera Copa de Europa. Durante el resto de la década le siguieron dos dobletes y una liga.
La última de esas ligas, la 1968-69, le posibilita jugar la Copa de Europa, que gana dirigido por Ernst Happel. Disputó la final frente al Celtic, que ya sabía lo que era ganar una Copa de Europa. Como campeón de Europa, Feyenoord representa al continente en la Final de la Copa Intercontinental, que disputa ante Estudiantes de la Plata. El partido de ida en Buenos Aires termina con un empate a dos goles, pero el de vuelta en Róterdam finaliza con 1-0 a Favor del Feyenoord, que, de esa forma, se proclama campeón del mundo.
En 1974, ya sin Ernst Happel en el banquillo, Feyenoord se consagra campeón por primera vez en su historia de la Copa de la UEFA. El equipo estaba dirigido por el neerlandés Wiel Coerver. La final frente al Tottenham Hotspur finaliza 4-2. Esa temporada Feyenoord gana también la Eredivisie, que cierra el periodo más importante de su historia.

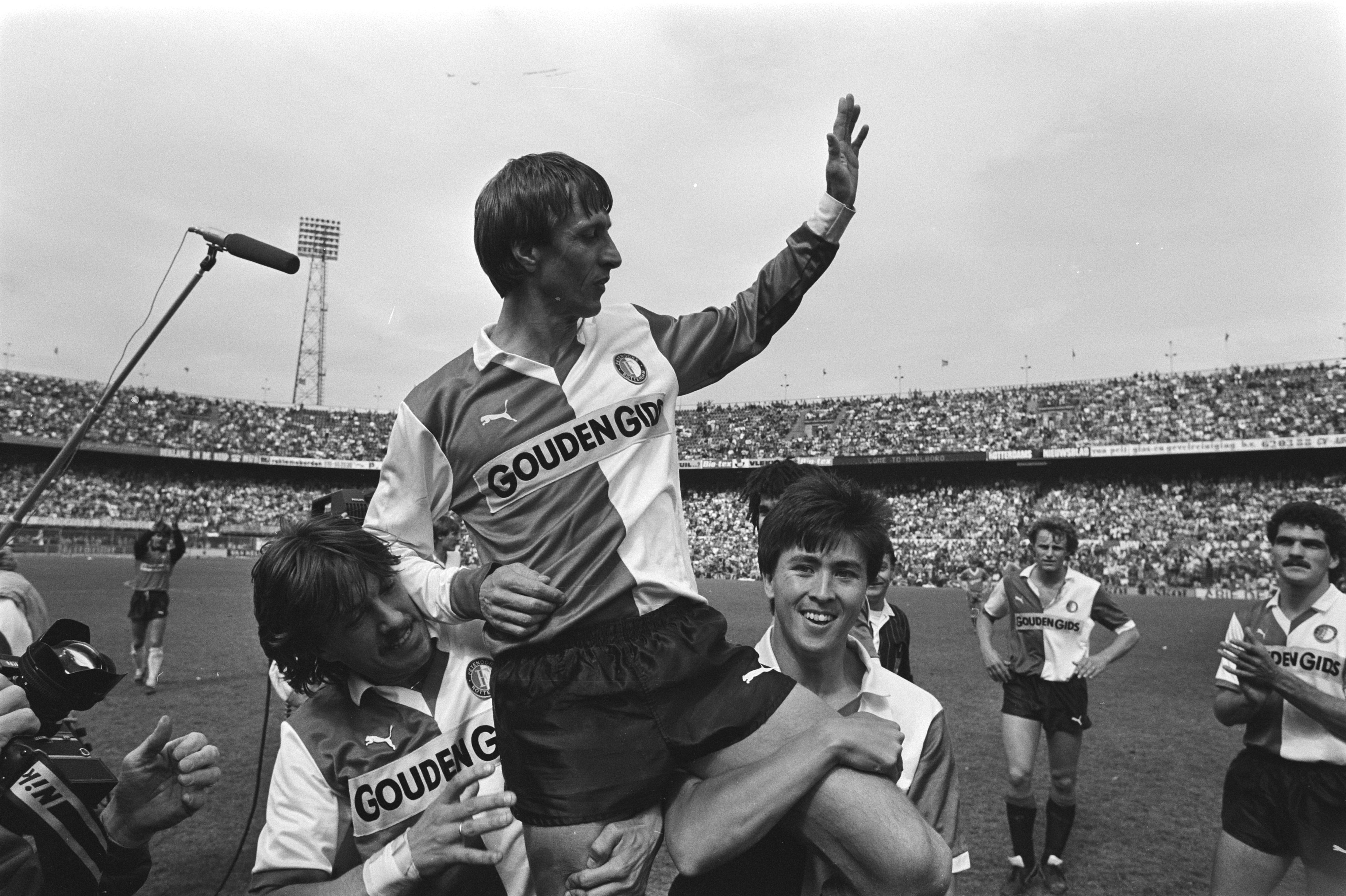
Johan Cruyff con el Feyenoord en 1984.

El rendimiento del equipo baja después de ese título. Lo más importante es la KNVB Beker que gana en la temporada 1979-80. Gracias a esa Copa, Feyenoord debuta en la extinta Recopa de Europa. En ella no le va tan bien, ya que queda eliminado en semifinales. En la temporada 1983-84, Feyenoord gana su último doblete. En aquella temporada el equipo contaba con Johan Cruyff, que protagonizó una traición al jugar en el clásico rival, el Ajax, equipo que en el que vivió sus mejores años.

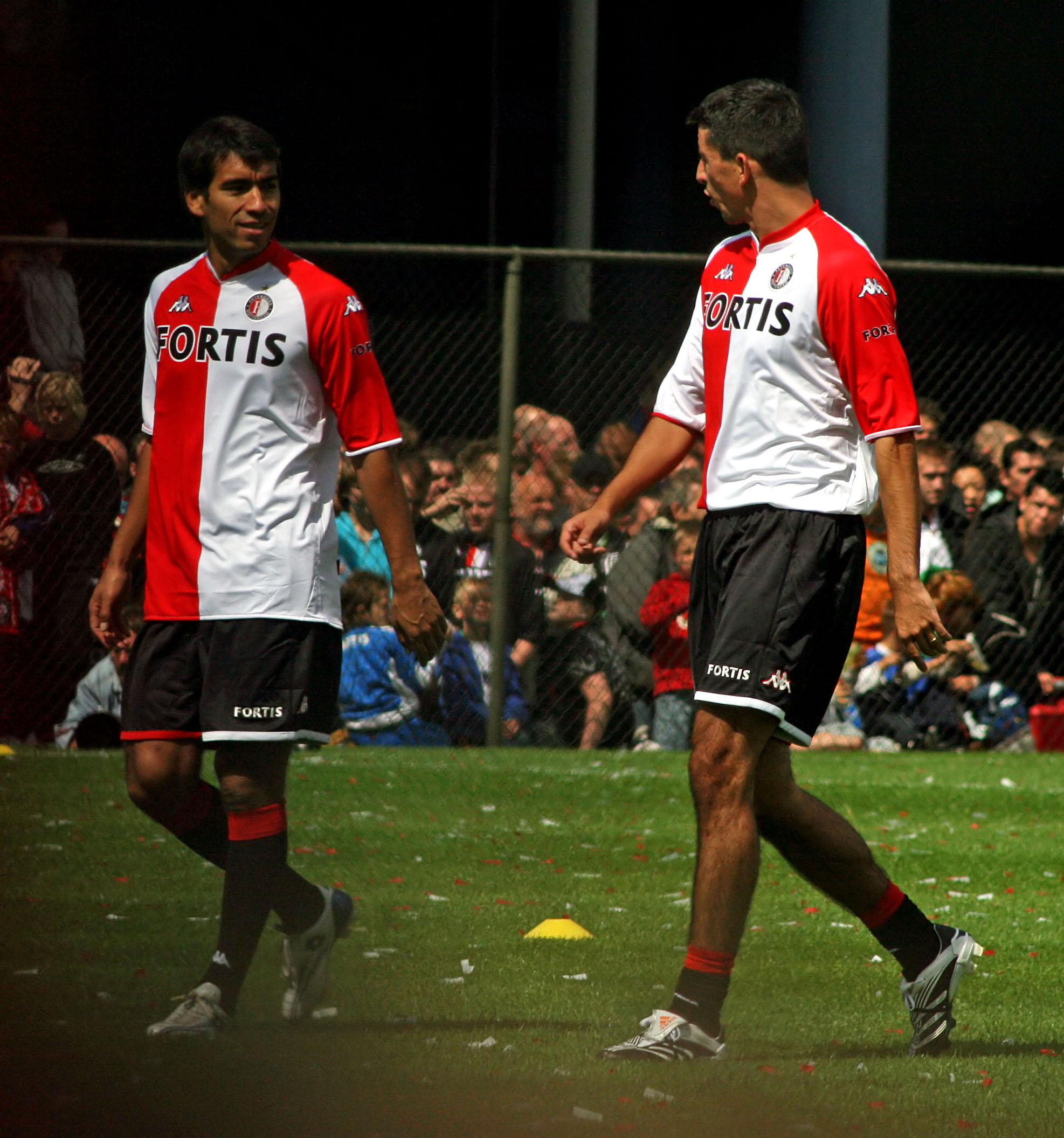
Giovanni van Bronckhorst y Roy Makaay en 2007.

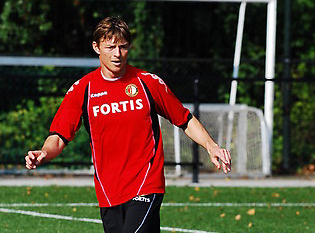
Jon Dahl Tomasson.

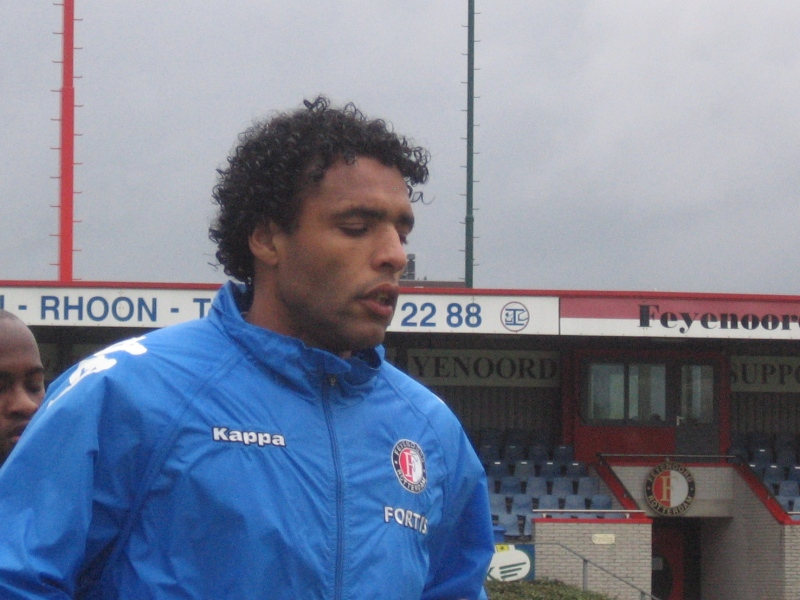
Pierre van Hooijdonk.

En los años 1990 el club gana cuatro KNVB Beker, más que en ningún otro periodo. En las tres últimas, fue dirigido por Willem van Hanegem. Él también le dio al equipo la Eredivisie de 1994. Pero con Leo Beenhakker Feyenoord se consagra campeón de su última Eredivisie en 1999.
Pasaron 28 años hasta que, en 2002, el cuadro de Róterdam se alzó con su segunda Copa de la UEFA, con un triunfo sobre el Borussia Dortmund, por 3-2, y con una generación de futbolistas como Pierre van Hooijdonk, Robin van Persie, Jon Dahl Tomasson y otros. Sin embargo, el punto negro de su carrera en competiciones europeas se produce en la Copa UEFA. En esta competición, precisamente en la temporada 2006-2007, el club sufrió la descalificación del torneo debido a la violencia excesiva de sus aficionados, que culminó con destrozos en la ciudad francesa de Nancy, pese a que el cuadro neerlandés perdió por 3-0 ante el equipo de esa ciudad, el AS Nancy.
Después de ese trago amargo para la dirigencia de la institución y los verdaderos fanáticos, el conjunto de Róterdam puso todo su esfuerzo para volver al máximo nivel, cosa que se vio frustrada nuevamente al finalizar la liga 2007-2008 con un mediocre sexto lugar. Sin embargo, el cierre de temporada sirvió para salvar las ropas con el título de Copa doméstica, después de 9 años sin logros a nivel local. No obstante, la temporada siguiente el club no pasó la ronda de grupos en la Copa de la UEFA donde finalizó colista con 0 puntos y con nuevos problemas de incidentes ocasionados por su hinchada en algunos partidos. El club de Róterdam fue sancionado con jugar un partido a puerta cerrada en su siguiente participación europea; pero tampoco se clasificó para Europa al final de la temporada, como ya había ocurrido dos temporadas atrás. Ya en la temporada 2009/2010, con Mario Been como entrenador, el club levantó cabeza con respecto a la temporada anterior y finalizó 4º en la Eredivisie, pero perdió la final de copa ante su eterno rival, el Ajax.
La temporada 2010/2011 empieza otra vez con indicios de que se trata de un grande en horas bajas, sumado a que jugadores como Roy Makaay y Giovanni van Bronckhorst ponen término a su carrera futbolística y Jon Dahl Tomasson se lesiona, lo que, sumado a los problemas económicos, hizo que el Feyenoord se viera obligado a poner jugadores inexperimentados en la alineación titular. En Europa vuelve a fracasar; esta vez, ni siquiera se clasifica para la primera ronda (la ronda grupal) de la Europa League ya que fue eliminado por el Gante belga. La participación local fue muy mala en su primera mitad, cosa que se ha visto corroborada después de que el 24 de octubre de 2010 sufrió la peor derrota de su historia al perder contra el PSV Eindhoven por un contundente 10-0, además de pelear para evitar quedar en los lugares de peligro para perder la categoría y no obtener ningún triunfo de visitante en la primera mitad de la temporada.
El 18 de febrero de 2025 consigue empatar 1-1 en San Siro contra el AC Milan tras la expulsión de Theo Hernandez y consigue de esta forma llegar a los octavos de final por primera vez en 50 años (ausente desde la temporada 1974-75).

## Datos del club

### Denominaciones
- Wilhelmina: (1908-09) los jóvenes Kees van Baaren, Gerard van Leerdam, Henk Mulder y Nico Struijs fundan el club el 19 de julio de 1908 en el pub «de Vereeniging». El club tomó su nombre de la iglesia Wilhelmina, frente a la cual se encontraba ubicado el parque en el que los fundadores practicaban deporte
- Hillesluise Football Club: (1909-10) Cambio de denomninación.
- RVV Celeritas: (1910-12) Cambio de denomninación.
- Rotterdamsche Voetbal Vereeniging Feijenoord: (1912-73) el 15 de julio de 1912 el club recibió su nombre permanente.
- Feyenoord Rotterdam: (1973-Act.) En 1973 el club decidió cambiar su nombre, optando por una redacción arcaizante del nombre del barrio, debido a la confusión que a los extranjeros les causaba el diptongo «ij» [ɛi], pasando así a utilizar una redacción más «universal» para su nombre («ij» es la forma moderna de escritura de la antigua letra «ÿ»).

## Rivalidades

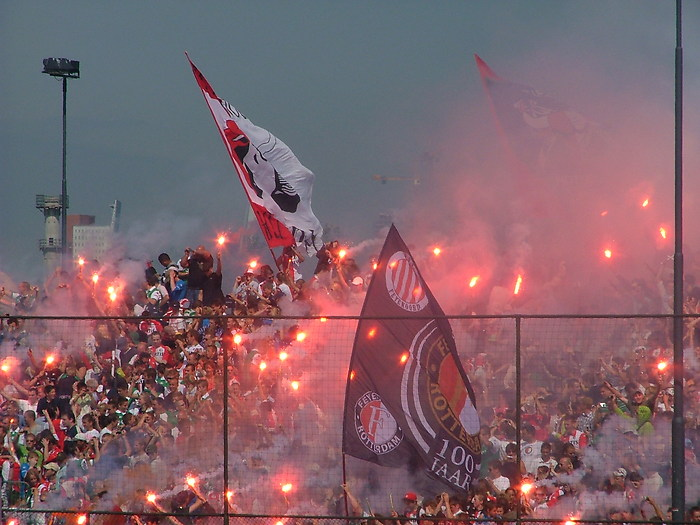
Het Legioen (La Legión), los fieles seguidores del Feyenoord.

Feyenoord posee una fuerte rivalidad con el Ajax, así como con el PSV Eindhoven, ya que los tres son los equipos más grandes de los Países Bajos.
De ambas, su rivalidad más importante es la que sostiene con el Ajax, con quien disputa el Clásico de los Países Bajos o De Klassieker. Este clásico reúne al Ajax y al Feyenoord, los dos equipos más importantes del país, así como los que históricamente han sido los dos más populares a nivel nacional. A su vez, son los principales representantes de las dos ciudades más grandes de los Países Bajos: Ámsterdam y Róterdam, ciudades culturalmente diversas y que tradicionalmente han visto en la otra a su antítesis. Estos equipos, aparte de haber ganado la Copa de Europa, son los únicos clubes de su país en proclamarse campeones del mundo. Además, fuera de sus ciudades, ambos clubes son asociados tradicionalmente con ciertas clases sociales: al Ajax se le asocia con la clase alta, mientras que el Feyenoord es visto como representante de la clase obrera.
Por otro lado, el duelo que enfrenta al Feyenoord con el PSV, conocido también como De Kraker, es un partido de bastante relevancia. La rivalidad entre ambos cuadros se explica, por una parte en el hecho de que en los últimos treinta años el Feyenoord se ha visto parcialmente superado en materia de logros deportivos en el medio local por parte del PSV, pero sin que eso incida en la popularidad del cuadro de Róterdam, cuya influencia en el ámbito social a nivel nacional no ha podido ser igualada por dicho rival. Lo anterior explica también la rivalidad desde la perspectiva de los aficionados del cuadro de Eindhoven, que ven en sus duelos con Feyenoord y Ajax, un reflejo del resquemor existente hacia el Randstad por parte de las provincias, más aún considerado que Eindhoven es la ciudad más grande fuera de dicha conurbación.
Además de con los ya mencionados clubes, Feyenoord posee cierta rivalidad con el Sparta y el Excelsior, con quienes comparte la ciudad de Róterdam.

## Uniforme

### Evolución del atuendo de casa
| 1908 | 1909 - 1912 | Desde 1912 | 1948 - 1954 |

### Uniformes anteriores
- 2024 - 2025

|  |  |  |

- 2023 - 2024

|  |  |  |

- 2022 - 2023

|  |  |  |

- 2021 - 2022

|  |  |  |

- 2020 - 2021

|  |  |

- 2019 - 2020

|  |  |

- 2018 - 2019

|  |  |

- 2017 - 2018

|  |  |

- 2016 - 2017

|  |  |

- 2015 - 2016

|  |  |

- 2014 - 2015

|  |  |

- 2013 - 2014

|  |  |

- 2012 - 2013

|  |  |

- 2011 - 2012

|  |  |

- 2010 - 2011

|  |  |

- 2009 - 2010

|  |  |  |

- 2008 - 2009

|  |  |  |

- 2007 - 2008

|  |  |

- 2006 - 2007

|  |  |

- 2005 - 2006

|  |  |  |  |

## Indumentaria y patrocinador
Las siguientes tablas detallan cronológicamente las empresas proveedoras de indumentaria y los patrocinadores que ha tenido el Feyenoord de Róterdam desde los años 60:
| Período       | Proveedor               | Principal Patrocinador       |
| ------------- | ----------------------- | ---------------------------- |
| 1962-1970     | Bukta, Jansen & Tilanus | Ninguno                      |
| 1970-1977     | Le Coq Sportif          | Ninguno                      |
| 1977-1982     | Adidas                  | Ninguno                      |
| 1982-1983     | Adidas                  | Gouden Gids                  |
| 1983-1984     | Puma                    | Gouden Gids                  |
| 1984-1987     | Puma                    | Opel                         |
| 1987-1989     | Hummel                  | Opel                         |
| 1989-1990     | Hummel                  | HCS                          |
| 1990          | Adidas                  | HCS                          |
| 1991-1994     | Adidas                  | Stad Rotterdam Verzekeringen |
| 1994-2000     | Adidas                  | Stad Rotterdam Verzekeringen |
| 2000-2004     | Kappa                   | Stad Rotterdam Verzekeringen |
| 2004-2009     | Kappa                   | Fortis                       |
| 2009-2013     | Puma                    | ASR Nederland                |
| 2013          | Puma                    | Diergaarde Blijdorp          |
| 2013-2014     | Puma                    | Opel                         |
| 2014-2017     | Adidas                  | Opel                         |
| 2017-2019     | Adidas                  | Energía actual               |
| 2019-2021     | Adidas                  | Droomparken                  |
| 2021-2023     | Adidas                  | Europarques                  |
| 2023-presente | Castore                 | Europarques                  |

|  |

## Estadio

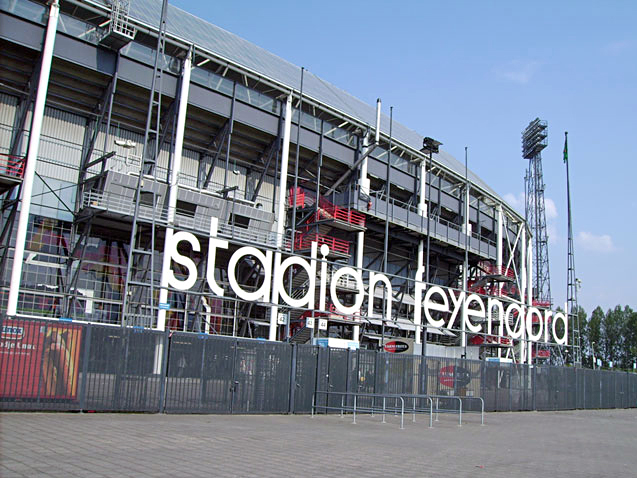
Stadion Feijenoord, o llamado De Kuip.

El estadio donde el Feyenoord juega sus partidos como local es el Stadion Feijenoord también conocido como De Kuip («La bañera» en español). En el momento de su inauguración, en 1937, disponía de 65 000 localidades. Algunas ampliaciones le llevarían a una capacidad de 69 300 en el año 1949, pero con la adaptación a las normas de la UEFA, actualmente dispone de espacio para 51 577 espectadores, todos ellos sentados y desde 2021 por razones de seguridad para los partidos de fútbol se ha reducido su capacidad hasta 47 500 espectadores.
Entre otros acontecimientos, albergó dos finales de la Liga de Campeones de la UEFA, seis de la extinta Recopa de Europa y una de la Copa de la UEFA. Esta última curiosamente fue ganada por el mismo Feyenoord como local en aquella final europea, siendo aquella la primera y hasta ahora única vez que sucedió desde que las finales se disputan a partido único.

### Recintos históricos
Desde 1908 jugó en varios campos del sur, incluido el Afrikaanderplein. En 1917, el club llegó a jugar en un estadio en Kromme Zandweg con capacidad de 12 000, en la esquina con Dordtsestraatweg. El estadio fue inaugurado el 26 de agosto de 1917 con un partido contra el Be Quick de Zutphen, que el Feyenoord perdió 3-2.

## Datos del Club

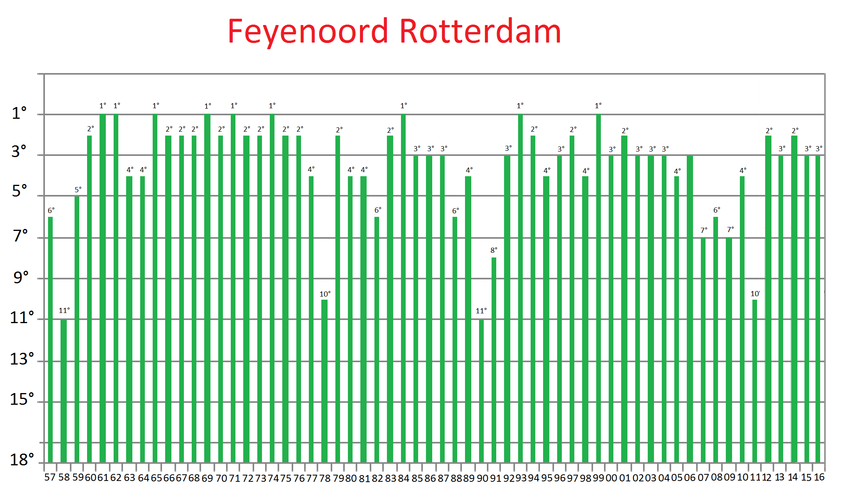
Resultados del Feyenoord en la Eredivisie.

- Temporadas en la Eredivisie: 69 (1956/57 - 2024/25) (Todas).
- Mejor puesto en la Liga: 1° (11 veces).
- Peor puesto en la Liga: 11° (2 veces).
- Temporadas en la UEFA Champions League: 18[22]
- Temporadas en la UEFA Europa League: 30[22]
- Temporadas en la UEFA Europa Conference League: 1[22]
- Máxima goleada a favor (UEFA):

-  Rumelange 0-12 Feyenoord, en Esch.

- Máxima goleada en contra (UEFA):

-  Real Madrid 5-0 Feyenoord, en Madrid.

## Máximos goleadores
| #   | Nombre               | Goles |
| --- | -------------------- | ----- |
| 1°  | Ove Kindvall         | 125   |
| 2°  | Dirk Kuyt            | 119   |
| 3°  | Willem van Hanegem   | 107   |
| 4°  | Jon Dahl Tomasson    | 92    |
| 5°  | Peter Houtman        | 92    |
| 6°  | Steven Berghuis      | 87    |
| 7°  | Theo de Jong         | 81    |
| 8°  | André Hoekstra       | 75    |
| 9°  | Lex Schoenmaker      | 72    |
| 10° | Pierre van Hooijdonk | 71    |

## Entrenadores

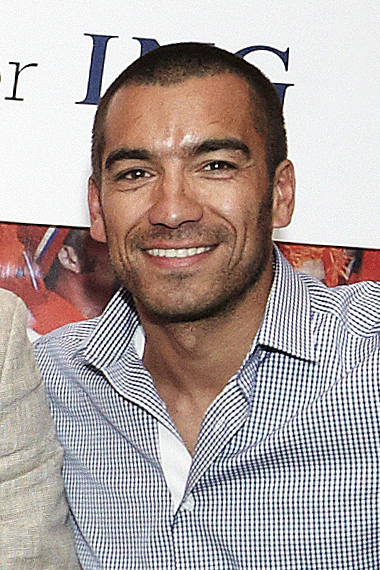
Giovanni van Bronckhorst, entrenador campeón 2016-17.

Feyenoord de Róterdam ha tenido, contando al actual, 38 entrenadores diferentes. El primero fue el inglés Bill Julian. Entre 1922 y 1924 el club no tuvo entrenador. Todos los entrenadores del Feyenoord han sido europeos. De los 37 entrenadores, 20 han sido neerlandeses aunque en los primeros años el club tuvo entrenadores sobre todo de nacionalidad inglesa, ya que el fútbol era profesional allí.
El primer entrenador neerlandés del Feyenoord fue Engel Geneugelijk (entrenador interino) mientras que el austriaco Richard Dombi fue el primero en entrenar al equipo en dos periodos diferentes. El club tuvo entrenadores de 9 nacionalidades distintas.
Durante uno de sus periodos más débiles fue dirigido por dos DT a la vez, el neerlandés Pim Verbeek y el sueco Gunder Bengtsson. Bengtsson fue el último entrenador extranjero que dirijío al Feyenoord hasta la llegada del danés Brian Priske que dirige actualmente al equipo.
Los títulos internacionales del Feyenoord fueron ganados por Ernst Happel (Copa de Campeones de Europa 1969-70 y Copa Intercontinental 1970), Wiel Coerver (Copa de la UEFA 1973-74) y Bert van Marwijk (Copa de la UEFA 2001-02).
| - 1. Bill Julian (1921–1922) - 2. Harry Waites (1924–1925) - 3. Engel Geneugelijk (int.) (1925–1926) - 4. Jack Hall (1926–1929) - 5. Joseph Lamb (1929–1930) - 6. Jaap Kruys (int.) (1930–1931) - 7. Eddy Donaghy (1931–1935) - 8. Richard Dombi (1935–1939) - 9. Jack Hall (1939–1940) (2ª vez) - 10. Karel Kaufman (int.) (1940) - 11. Theo Huizenaar (1940–1941) - 12. Kees van Dijke (1941–1942) - 13. Kees Pijl (1942–1946) - 14. Adriaan Koonings (1946–1950) - 15. Harry Topping (1950–1951) - 16. Richard Dombi (1951–1956) (2ª vez) - 17. Piet de Wolf (int.) (1956) - 18. Jaap van der Leck (1956–1958) - 19. Piet de Wolf (int.) (1958–1959) (2ª vez) - 20. Jiří Sobotka (1959–1961) - 21. Franz Fuchs (1961–1963) - 22. Norberto Höfling (1963–1964) - 23. Willy Kment (1964–1967) - 24. Ben Peeters (1967–1969) - 25. Ernst Happel (1969–1973) | - 26. Ad Zonderland (int.) (1973) - 27. Wiel Coerver (1973–1975) - 28. Antoni Brzezanczyk (1975–1976) - 29. Ad Zonderland (int.) (1976) (2ª vez) - 30. Vujadin Boškov (1976–1978) - 31. Václav Ježek (1978–1982) - 32. Clemens Westerhof (int.) (1982) - 33. Hans Kraay (1982–83) - 34. Ab Fafié (int.) (1983) - 35. Thijs Libregts (1983–1984) - 36. Ab Fafié (1984–1986) (2ª vez) - 37. Rinus Israël (1986–1988) - 38. Rob Jacobs (1988–1989) - 39. Pim Verbeek (1989) - 40. Gunder Bengtsson (1989–1991) - 41. Wim Jansen (int.) (1991) - 42. Hans Dorjee (1991–92) - 43. Wim Jansen (int.) (1992) (2ª vez) - 44. Willem van Hanegem (1992–1995) - 45. Geert Meijer (int.) (1995) - 46. Arie Haan (1995–1997) - 47. Geert Meijer (int.) (1997) (2ª vez) - 48. John Metgod (int.) (1997) - 49. Leo Beenhakker (1997-2000) - 50. Henk van Stee (int.) (2000) | - 51. Bert van Marwijk (2000–2004) - 52. Ruud Gullit (2004–2005) - 53. Erwin Koeman (2005–2007) - 54. Leo Beenhakker (int.) (2007) (2ª vez) - 55. Bert van Marwijk (2007–2008) (2ª vez) - 56. Gertjan Verbeek (2008–2009) - 57. Leon Vlemmings (int.) (2009) - 58. Mario Been (2009–11) - 59. Leon Vlemmings (int.) (2011) (2ª vez) - 60. Ronald Koeman (2011–2014) - 61. Fred Rutten (2014–2015) - 62. Giovanni van Bronckhorst (2015–2019) - 63. Jaap Stam (2019) - 64. Dick Advocaat (2019–2021) - 65. Arne Slot (2021-2024) - 66. Brian Priske (2024-2025) - 67. Pascal Bosschaart (int.) (2025) - 68. Robin van Persie (2025-Act.) |

## Estadísticas en competiciones internacionales
Actualizado el 28 de julio del 2023.
Feyenoord es uno de los equipos más grandes de Holanda y reconocidos de Europa principalmente por sus logros internacionales. Ha ganado 4 títulos internacionales: 1 Copa de Europa, 1 Copa Intercontinental y 2 Copas de la UEFA. También llegó en más de una oportunidad a las semifinales de la extinta Recopa de Europa y en una ocasión a la final de la Supercopa de Europa. Sin embargo, no ha destacado tanto en competiciones internacionales en los últimos años.
Nota: En negrita competiciones activas.
| Competición                         | Temp. | PJ  | PG  | PE | PP | GF  | GC  | Dif. | Puntos | Mejor posición |
| ----------------------------------- | ----- | --- | --- | -- | -- | --- | --- | ---- | ------ | -------------- |
| Liga de Campeones de la UEFA        | 18    | 95  | 36  | 23 | 36 | 156 | 126 | +30  | 131    | Campeón        |
| Liga Europa de la UEFA              | 30    | 157 | 65  | 39 | 53 | 242 | 196 | +46  | 234    | Campeón        |
| Liga Europa Conferencia de la UEFA  | 1     | 13  | 8   | 4  | 1  | 28  | 16  | +12  | 28     | Subcampeón     |
| Copa Intercontinental               | 1     | 2   | 1   | 1  | 0  | 3   | 2   | +1   | 4      | Campeón        |
| Supercopa de Europa                 | 1     | 1   | 0   | 0  | 1  | 1   | 3   | -2   | 0      | Subcampeón     |
| Recopa de Europa de la UEFA         | 5     | 36  | 18  | 10 | 8  | 57  | 34  | +23  | 64     | Semifinalista  |
| Total                               | 56    | 304 | 128 | 77 | 99 | 487 | 377 | +110 | 461    | 4 títulos      |
| Actualizado a la Temporada 2023-24. |       |     |     |    |    |     |     |      |        |                |

## Palmarés
Feyenoord es el tercer equipo con mayor cantidad de títulos de los Países Bajos, pero el segundo en cuanto a títulos internacionales del país. El club cuenta con 39 títulos oficiales, 35 de carácter nacional y 4 de carácter internacional enumerados en una Copa de Europa y Copa Intercontinental, ambos obtenidos en 1970 y 2 Copas de la UEFA. El club fue el primer equipo neerlandés en conquistar la Copa de Europa, la Copa Intercontinental y la Copa de la UEFA, obteniendo estos logros en la década de 1970, y a su vez, fue el primer equipo en conquistar un doblete de Liga - Copa del mismo país.
Feyenoord es considerado por la FIFA como uno de los clubes "clásicos" del mundo. Forma parte también, de los 3 clubes grandes de los Países Bajos, junto al Ajax de Ámsterdam y el PSV Eindhoven.
Nota: en negrita competiciones vigentes en la actualidad.
Competiciones Nacionales (35)
| Competición nacional                          | Títulos | Subcampeonatos |
| --------------------------------------------- | --- | --- |
| Campeonato Nacional de los Países Bajos (5/5) | 1923-24, 1927-28, 1935-36, 1937-38, 1939-40.                                                                                  | 1930-31, 1931-32, 1932-33, 1936-37, 1942-43. |
| Eredivisie (11/16)                            | 1960-61, 1961-62, 1964-65, 1968-69, 1970-71, 1973-74, 1983-84, 1992-93, 1998-99, 2016-17, 2022-23.                            | 1959-60, 1965-66, 1966-67, 1967-68, 1969-70, 1971-72, 1972-73, 1974-75, 1975-76, 1978-79, 1982-83, 1993-94, 1996-97, 2000-01, 2011-12, 2013-14. |
| Copa de los Países Bajos (14/4)               | 1929-30, 1934-35, 1964-65, 1968-69, 1979-80, 1983-84, 1990-91, 1991-92, 1993-94, 1994-95, 2007-08, 2015-16, 2017-18, 2023-24. | 1933-34, 1956-57, 2002-03, 2009-10. |
| Supercopa de los Países Bajos (5/7)           | 1991, 1999, 2017, 2018, 2024.                                                                                                 | 1992, 1993, 1994, 1995, 2008, 2016, 2023. |

Competiciones Internacionales (4)
| Competición internacional                | Títulos           | Subcampeonatos |
| ---------------------------------------- | ----------------- | -------------- |
| Copa Intercontinental (1/0)              | 1970.             |                |
| Liga de Campeones de la UEFA (1/0)       | 1969-70.          |                |
| Liga Europa de la UEFA (2/0)             | 1973-74, 2001-02. |                |
| Supercopa de Europa (0/1)                |                   | 2002.          |
| Liga Europa Conferencia de la UEFA (0/1) |                   | 2021-22        |

| Feyenoord | 16                                                                            | 14      | 5       | 1       | 2       | -       | -       | -       | 1       | -       | 39 |
| Feyenoord | Vigente                                                                       | Vigente | Vigente | Vigente | Vigente | Vigente | Extinta | Vigente | Extinta | Vigente | 39 |
| Feyenoord | Datos actualizados a la consecución del último título el 4 de agosto de 2024. |         |         |         |         |         |         |         |         |         |    |

Torneos amistosos
- Torneo de Róterdam (7): 1978, 1979, 1982, 1984, 1988, 1989, 1990.[24]
- Copa Amistosa Benelux (2): 1958, 1959.[25]
- Trofeo Villa de Bilbao (2): 1974, 1976.[26]
- Torneo Internacional de Fútbol de Maspalomas (2): 2002, 2003.
- Torneo Sparta Rotterdam: 1934.[27]
- Torneo de París (fútbol): 1973.
- Trofeo Colombino: 1974.
- Torneo de Ámsterdam: 1983.
- Copa Antalya: 2000.[28]
- Trofeo Kappa: 2004.[29]
- Torneo Invitación Europa-América: 2005.[30]

## Cronología

### Trayectoria histórica
Indicadas las categorías en los siguientes colores:
■ 1.er nivel
■ 2º nivel
■ 3.er nivel
■ 4º nivel
Notas: (Estructura piramidal de ligas en Países Bajos)
| - 1956-57 6° en Eredivisie. - 1957-58 11° en Eredivisie. - 1958-59 5° en Eredivisie. - 1959-60 2° en Eredivisie. - 1960-61 Campeón de la Eredivisie. - 1961-62 Campeón de la Eredivisie. - 1962-63 4° en Eredivisie. - 1963-64 4° en Eredivisie. - 1964-65 Campeón de la Eredivisie. Campeón de la KNVB Beker. - 1965-66 2° en Eredivisie. - 1966-67 2° en Eredivisie. - 1967-68 2° en Eredivisie. - 1968-69 Campeón de la Eredivisie. Campeón de la KNVB Beker. - 1969-70 2° en Eredivisie. Campeón de la Copa de Europa. - 1970-71 Campeón de la Eredivisie. Campeón de la Copa Intercontinental. - 1971-72 2° en Eredivisie. - 1972-73 2° en Eredivisie. - 1973-74 Campeón de la Eredivisie. Campeón de la Copa de la UEFA. - 1974-75 2° en Eredivisie. - 1975-76 2° en Eredivisie. - 1976-77 4° en Eredivisie. - 1977-78 10° en Eredivisie. - 1978-79 2° en Eredivisie. - 1979-80 4° en Eredivisie. Campeón de la KNVB Beker. | - 1980-81 4° en Eredivisie. - 1981-82 6° en Eredivisie. - 1982-83 2° en Eredivisie. - 1983-84 Campeón de la Eredivisie. Campeón de la KNVB Beker. - 1984-85 3° en Eredivisie. - 1985-86 3° en Eredivisie. - 1986-87 3° en Eredivisie. - 1987-88 6° en Eredivisie. - 1988-89 4° en Eredivisie. - 1989-90 11° en Eredivisie. - 1990-91 8° en Eredivisie. Campeón de la KNVB Beker. - 1991-92 3° en Eredivisie. Campeón de la KNVB Beker. Johan Cruijff-schaal. - 1992-93 Campeón de la Eredivisie. - 1993-94 2° en Eredivisie. Campeón de la KNVB Beker. - 1994-95 4° en Eredivisie. Campeón de la KNVB Beker. - 1995-96 3° en Eredivisie. - 1996-97 2° en Eredivisie. - 1997-98 4° en Eredivisie. - 1998-99 Campeón de la Eredivisie. - 1999-00 3° en Eredivisie. Johan Cruijff-schaal. - 2000-01 2° en Eredivisie. - 2001-02 3° en Eredivisie. Campeón de la Copa de la UEFA. - 2002-03 3° en Eredivisie. - 2003-04 3° en Eredivisie. - 2004-05 4° en Eredivisie. | - 2005-06 3° en Eredivisie. - 2006-07 7° en Eredivisie. - 2007-08 6° en Eredivisie. Campeón de la KNVB Beker. - 2008-09 7° en Eredivisie. - 2009-10 4° en Eredivisie. - 2010-11 10° en Eredivisie. - 2011-12 2º en Eredivisie. - 2012-13 3º en Eredivisie. - 2013-14 2º en Eredivisie. - 2014-15 4º en Eredivisie. - 2015-16 3º en Eredivisie. Campeón de la KNVB Beker. - 2016-17 Campeón de la Eredivisie. - 2017-18 4° en Eredivisie. Campeón de la KNVB Beker y Johan Cruijff Schaal. - 2018-19 3° en Eredivisie. Johan Cruijff Schaal - 2019-20 3° en Eredivisie - 2020-21 5° en Eredivisie - 2021-22 3° en Eredivisie - 2022-23 Campeón de la Eredivisie. - 2023-24 2° en Eredivisie. Campeón de la KNVB Beker. - 2024-25 ?° en Eredivisie. Johan Cruijff Schaal |